# Francisco Casamayor
Francisco Casamayor Fals (ur. 29 stycznia 1949, zm. 11 lipca 2005 w Santiago) – kubański sztangista.

## Biografia
Startował w wadze muszej (do 52 kg). Dwukrotny olimpijczyk (1976, 1980), siedmiokrotny uczestnik mistrzostw świata (w tym dwukrotny brązowy medalista – 1977, 1978), jak również dwukrotny złoty medalista igrzysk panamerykańskich (1975, 1979).

## Starty olimpijskie
- Montreal 1976 – 5. miejsce (waga musza)
- Moskwa 1980 – 7. miejsce (waga musza)

## Mistrzostwa świata
- Hawana 1973 – 8. miejsce (waga musza)
- Manila 1974 – 6. miejsce (waga musza)
- Montreal 1976 – 5. miejsce (waga musza) – mistrzostwa rozegrano w ramach zawodów olimpijskich
- Stuttgart 1977 –  brązowy medal (waga musza)
- Gettysburg 1978 –  brązowy medal (waga musza)
- Saloniki 1979 – 6. miejsce (waga musza)
- Moskwa 1980 – 7. miejsce (waga musza) – mistrzostwa rozegrano w ramach zawodów olimpijskich

## Igrzyska panamerykańskie
- Meksyk 1975 –  złoty medal (waga musza)
- San Juan 1979 –  złoty medal (waga musza)